# Юмін Аббадіні
Юмін Аббадіні (нар. 6 травня 2001— Бергамо, Італія) — італійський гімнаст. Чемпіон та призер чемпіонату Європи.

## 2018
На чемпіонаті Європи серед юніорів в Глазго, Велика Британія, здобув бронзу в командній першості та десяте місце в багатоборстві.

## 2023
На чемпіонаті Європи в Анталії, Туреччина, здобув разом з командною першу в історії Італії перемогу в командному багатоборстві.

## Результати на турнірах
| Рік  | Змагання                    | КБ | ІБ | Вільні вправи | Кінь | Кільця | Опорний стрибок | Паралельні бруси | Перекладина |
| ---- | --------------------------- | -- | -- | ------------- | ---- | ------ | --------------- | ---------------- | ----------- |
| 2018 | Юніорський чемпіонат Європи | 3  | 10 |               |      |        |                 |                  |             |
| 2022 | Чемпіонат Європи            | 2  |    |               |      |        |                 |                  | 11          |
| 2022 | Чемпіонат світу             | 4  | 21 |               |      |        |                 |                  |             |
| 2023 | Чемпіонат Європи            | 1  |    |               |      |        |                 |                  |             |
| 2023 | Чемпіонат світу             | 8  | 6  |               |      |        |                 |                  |             |
| 2024 | Чемпіонат Європи            | 3  | 3  |               |      |        |                 |                  | 7           |
| 2024 | Олімпійські ігри            | 6  | 11 |               |      |        |                 |                  |             |